# Ulee's Gold
Ulee's Gold és una pel·lícula estatunidenca dirigida per Victor Nuñez, estrenada el 1997.

## Argument
Peter Fonda va ser nominat a l'Oscar per a la seva magnífica actuació com Ulysses "Ulee" Jackson, un apicultor de Florida forçat a mantenir junta la seva família. Ulee és un veterà del Vietnam la dona del qual ha mort fa uns quants anys, un cop amb el qual encara està aprenent a viure. El seu fill Jimmy (Tom Wood) és a la presó, i la seva nora Helen (Christine Dunford) ha escapat, deixant Ulee les seves dues filles. Per a l'apicultor Ulysses Jackson, el treball amb els ruscos d'abelles és l'essència més pura de la vida, malgrat que el pesat treball dels ruscos tots els matins l'obliga a dormir al pis del menjador, a causa dels terribles dolors d'esquena que ha de suportar. La seva vida és rutinària, però sana, i té lloc en una casa de la zona dels pantans de Florida. Manté i cria dues boniques netes, una d'elles adolescent. Ambdues són filles del matrimoni del seu fill, tancat a la presó estatal, amb una dona alcohòlica i drogoaddicta. Ulisses és un home decent fins al moll de l'os, i mai no s'imaginarà que dos antics amics del seu fill han sortit de presó i busquen un presumpte botí que aquell havia amagat en la propietat d'Ulisses. Allà és on aquest home, més dedicat a la seva feina que als problemes familiars, intervé per protegir la seva família de l'amenaça dels criminals

## Rebuda
" Molt personal, no apta per a amants de l'acció (...) pel·lícula intimista que recupera un Peter Fonda nominat a l'Oscar

## Repartiment
- Peter Fonda: Ulee Jackson
- Patricia Richardson: Connie Hope
- Christine Dunford: Helen Jackson
- Tom Wood: Jimmy Jackson
- Jessica Biel: Casey Jackson

## Premis i nominacions
Premis
- 1998: Globus d'Or al millor actor dramàtic per Peter Fonda

Nominacions
- 1998: Oscar al millor actor per Peter Fonda